# تپه قروق غربی
تپه قروق غربی مربوط به دوره اشکانیان - دوره ساسانیان - سده‌های میانه و متاخر دوران‌های تاریخی پس از اسلام است و در شهرستان همدان، بخش شراء، دهستان جیحون دشت، روستای دشته واقع شده و این اثر در تاریخ ۱۸ اسفند ۱۳۸۷ با شمارهٔ ثبت ۲۵۱۵۸ به‌عنوان یکی از آثار ملی ایران به ثبت رسیده است.